# Вепринский сельсовет
Ве́принский сельсовет (бел. Ве́прынскі сельсавет) — административная единица на территории Чериковского района Могилёвской области Беларуси.

## История
Вепринский сельский Совет депутатов трудящихся был образован с центром в деревне Веприн, Чериковского района, Могилевской области, БССР.
В состав образованного сельского Совета входили следующие населенные пункты: деревни Старый Веприн, Новый Веприн, Слобода, Гронов, посёлок Воротец, Заря, Маенток, Лисань.
В период оккупации немецко-фашистскими захватчиками (июль 1941 — сентябрь 1943) исполком Вепринского сельского Совета депутатов трудящихся свою деятельность прекратил и возобновил её в октябре 1943 года.
В 1959 году, на основании Указа Президиума Верховного Совета БССР от 16 сентября 1959 года Чериковский район был упразднен, и территория Вепринского сельского Совета была передана в состав Кричевского района, Могилёвской области, БССР.
25 декабря 1962 года Кричевский район был упразднен Указом Президиума Верховного Совета БССР и Вепринский сельский Совет был передан в ведение Краснопольского района Могилёвской области БССР.
6 января 1965 года Указом Президиума Верховного Совета БССР от «Об образовании новых районов Белорусской ССР» снова был образован Кричевский район, куда и вошел Вепринский сельский Совет.
24 июня 1960 года Указом Президиума Верховного Совета БССР Холмянский сельский Совет был ликвидирован и его территория, а именно населенные пункты: д. Xолмы, Чудяны, Чудянская Слобода, Каменка, Малиновка, Ново-Малиновка, Клины, Боровая, пос. Калютин, Язловица, Осовец, Майский, Веселый Станок, Ключева Грива вошли в состав Вепринского сельского Совета.
30 июля 1966 года Указом Президиума Верховного Совета БССР от был образован Чериковский район и Вепринский сельский Совет был передан в состав вновь созданного района, в котором находится и по настоящее время.
В мае 1992 года, на основании решения Чериковского районного исполнительного комитета от 30 апреля 1992 года № 26-20 Ушаковский сельский Совет был упразднен и его населённые пункты: д. Головчицы, Драгунские Хутора, Монастырёк, Пильня, Ушаки вошли в состав Вепринского сельского Совета.
В 1998 году упразднена деревня Бакуновичи, в 2010 году — деревня Веприн, в 2012 году — деревня Ушаки.

## Промышленность и сельское хозяйство
- Чериковский лесопункт ОАО «Могилевлес»
- ГУКДПП «Чериковский деревообрабатывающий комбинат»
- Цех переработки древесины ГЛХУ «Чериковский лесхоз»
- СПК Колхоз «Знамя»,
- ООО «ЮГУМ».

## Учреждения образования
- ГУО «Майская Базовая Школа»

## Учреждения культуры
- Гроновский сельский Дом культуры
- Майский сельский клуб
- Гроновская библиотека
- Майская библиотека

## Учреждения здравоохранения
- Гроновский фельдшерско-акушерский пункт
- Майский фельдшерско-акушерский пункт

## Состав
Вепринский сельсовет включает 10 населённых пунктов:
- Боровая — деревня.
- Головчицы — деревня.
- Гронов — деревня.
- Драгунские Хутора — деревня.
- Лимень — посёлок.
- Майский — агрогородок.
- Малиновка — деревня.
- Монастырёк — деревня.
- Пильня — деревня.
- Ушаки — деревня.

Упразднённые населённые пункты на территории сельсовета:
- Бакуновичи — деревня.
- Веприн — деревня.
- Ушаки — деревня.